# Don Diablo (DJ)
Don Pepijn Schipper (n. Coevorden, Drente, 27 de febrero de 1980), conocido como Don Diablo es un DJ, productor y compositor de EDM neerlandés. Actualmente ocupa el puesto #13 en la encuesta realizada en 2023 por la revista DJmag, y obtuvo el puesto #59 en el sitio web 1001tracklists en 2023. En 2015, fundó su sello discográfico "HEX₳GON" y el show de radio con el mismo nombre.

## Biografía
A una edad temprana siempre mantuvo interés por la música y el cine. También realizó cortometrajes que fueron difundidos por el canal musical The Box y suele producir bandas sonoras para películas. 
Después de firmar su primer contrato discográfico a la edad de quince años, Don Diablo ha tenido la oportunidad de crecer como productor, y a su vez, como artista. Su música es una mezcla de estilos musicales que van desde el electro al dubstep pasando por el downtempo al drum & bass. A finales de 2005, Don Diablo fundó su propio sello discográfico, Sellout Sessions, y comenzó a perfeccionar su sonido propio y elevar su perfil en su país natal, los Países Bajos. El éxito le siguió poco después con lanzamientos como "Blow", "Who's Your Daddy", "Pain Is Temporary", "Pride Is Forever" y "Hooligans" con la colaboración del rapero británico Example. "Blow" fue el primer sencillo lanzado a nivel internacional con licencia en más de diez territorios después de la creación, causó un gran revuelo en la escena dance.
Don Diablo también se las arregló para completar sus estudios y logró obtener un título de licenciatura en periodismo. Además de su propia carrera como artista, Don Diablo también ha producido para otros artistas. Se destaca su coproducción junto a Diplo titulada "Make You Pop".
También trabajó en el 2010 con la banda canadiense Dragonette, con quien lanzó el sencillo "Animale". En 2011, gracias al polémico video musical, no sólo resultó un éxito radial, sino también causó sensación en YouTube y también fue nominado a "Mejor video del año" en los Premios TMF y nominado en la categoría de "Mejor Artista Dance" en los premios anuales 3FM.
En 2014, Diablo estrenó su nuevo concepto visual "The Hexagon" con la compañía visual con sede en Los Ángeles "VSquared Labs".
En octubre de 2014, Diablo hizo su debut en la lista de los mejores 100 DJs de DJ Mag en el n.º 82. En octubre de 2015, Diablo fue galardonado con el premio "Mejor escalador del año" de DJ Magazine, saltando 52 lugares hasta el número 30 en la lista de los 100 mejores DJs para 2015. 
Don Diablo lanzó su sello discográfico Hexagon. El primer lanzamiento, un remix de Alex Adair "You Make Me Feel Better Better", contenía el no. 1 puesto en Beatport durante casi dos semanas y el sello fue galardonado como "el mejor nuevo sello del año". En 2015, su programa de radio HEXAGON se emitió en más de 35 países y ocupa una posición top 10 en la sección de podcast de iTunes cada semana.
Don Diablo ha dirigido todos sus propios videos musicales. En 2013, Warner Brothers le pidió a Don que creara la canción de todo el mundo para el aclamado juego Batman: Arkham Origins. La pista y el video que lo acompaña se convirtieron en un éxito viral; fue visto millones de veces en YouTube. En 2015, Diablo colaboró con su compañero DJ holandés Tiësto en la canción "Chemicals" con la voz del cantante y productor danés Thomas Toreasen. A lo largo de 2016 y 2017, Diablo realizó una gira por toda Europa, que se agotó en varios lugares, incluido su primer espectáculo en Londres.
En 2017, Don Diablo lanzó Past.Present.Future, una compilación de canciones previamente lanzadas, que incluyen éxitos "On My Mind", "Cutting Shapes", y su colaboración con Tiësto "Chemicals" con Thomas Troelsen. Don Diablo ganó el premio Highest Future House de DJ Mag's 2017 y ocupó el puesto número 11 en la encuesta Top 100 de DJ Mag.
En noviembre de 2017, anunció a través de Instagram que lanzará su primer álbum en 10 años, titulado "FUTURE", acompañado por una gira mundial que comenzará durante el primer año, la mitad de 2018. 
El 9 de febrero de 2018 lanzó su tercer Álbum de estudio titulado: FUTURE, donde destacan temas como "Everybody's Somebody", "People Say, "Head Up"; entre otros. También realizó una Gira del Álbum por Norteamérica.

## Discografía

### Álbumes de estudio
- 2004: 2Faced
- 2008: Life is a Festival, banda sonora de Radeloos
- 2016: Don Diablo presents The Hex Files
- 2017: Past.Present.Future
- 2018: Reconstructions
- 2018: FUTURE
- 2021: FOREVER
- 2022: BACK TO THE FUTURE (EP)

### Compilaciones
- Sellout Sessions 01 (2005)
- Sellout Sessions 02 (2008)
- Drive By Disco (Mixed By Don Diablo) (2009)
- Sellout Sessions 03 (2009)
- Don Diablo presents The Hex Files 002 (2016)

### Sencillos de Don Diablo
- 1997: First DJ on the Moon EP
- 1997: Floating Into Hyperspace EP
- 1997: The Return

- 1998: After Midnight
- 1998: Batteries Not Included
- 1998: Entering The Twilight Zone EP
- 1998: Is Anybody Out There?
- 1998: Science Fiction
- 1998: The Arrival
- 1998: The Beginning

- 1999: Space Station Docking

- 2000: Casa Del Diablo
- 2000: Cosmic Flight
- 2000: Elysium
- 2000: Return Of The Psycho (Pt. One)
- 2000: The Sound Of Fear

- 2001: Crowd Pleaser
- 2001: Endless Voyage
- 2001: On My Own
- 2001: Take Off

- 2002: Cloud Nr. 9
- 2002: Is Anybody Out There
- 2002: Red Planet

- 2003: Amplified Heart
- 2003: Anarchy
- 2003: Cockroaches
- 2003: Control (con Klitzing)
- 2003: Shock!
- 2003: The Next Life
- 2003: Useless

- 2004: Fade Away (Round & Round) (Pt. 1 & 2)

- 2005: Blow (con The Beatkidz)
- 2005: Wet Smoke

- 2006: Easy Lover (presents Divided)
- 2006: I Need to Know
- 2006: Rock Music
- 2006: Who's Your Daddy

- 2007: Stand up
- 2007: Pain is Temporary, Pride is Forever
- 2007: This Way (Too Many Times)
- 2007: Give It Up (vs. Public Enemy)

- 2008: I am not from France
- 2008: Music Is My Life
- 2008: We'll Dance (Moke vs Don Diablo)
- 2008: Audio Endlessly (feat. Viva City)

- 2009: Hooligans (con Example) [Sony Music]
- 2009: Disco Disco Disco [Sony Music]
- 2009: To cool for school [Sony Music]

- 2010: Monster EP (con Sidney Samson) [Sony Music]
- 2010: Make You Pop (con Diplo) [Mad Decent]
- 2010: Who's your Daddy U.K. Version
- 2010: Animale (con Dragonette) [Sony Music]

- 2011: Mezelluf (con Noisia) [Sony Music]

- 2012: The Golden Years [Sony Music]
- 2012: Silent Shadows [Sony Music]
- 2012: Lights Out Hit (ft. Angela Hunte) [Sony Music]
- 2012: The Artist inside (ft. JP Cooper) [Sony Music]
- 2012: M1 Stinger (ft. Noonie Bao) [Sony Music]

- 2013: Give it All (ft. Alex Clare & Kelis) [Sony Music / Protocol Recordings]
- 2013: Starlight (Could You Be Mine) (con Matt Nash y Noonie Bao) [Axtone Records]
- 2013: Prototype (con CID) [Protocol Recordings]
- 2013: Edge Of The Earth [Sony Music]
- 2013: Origins [Spinnin' Records]
- 2013: Got Me Thinkin (con CID) [X]

- 2014: Black Mask [Spinnin' Records]
- 2014: Knight Time [SPRS]
- 2014: AnyTime [SPRS]
- 2014: Back In Time [SPRS]
- 2014: Back To Life [Spinnin' Records]
- 2014: Generations [Size Records]
- 2014: King Cobra (Tomorrowland Edit) (con Yves V) [Smash The House]

- 2015: Chain Reaction (Domino) (ft. Kris Kiss) [Spinnin' Records]
- 2015: My Window (ft. Maluca) [Spinnin' Records]
- 2015: Universe (ft. Emeni) [Spinnin' Deep]
- 2015: On My Mind [Spinnin' Records]
- 2015: Chemicals (con Tiësto ft. Thomas Troelsen) [Musical Freedom]
- 2015: Got The Love (con Khrebto) [Spinnin' Records]
- 2015: I'll House You (ft. Jungle Brothers) [Spinnin' Records / HEXAGON]

- 2016: Tonight [Spinnin' Records / HEXAGON]
- 2016: Silence (ft. Dave Thomas Jr.) [Spinnin' Records / HEXAGON]
- 2016: Drifter (ft. DYU) [Spinnin' Records / HEXAGON]
- 2016: What We Started (con Steve Aoki x Lush & Simon) (Neon future III / FORΞVΞR DΞLUXΞ ΞDITION) [Spinnin' Records / HEXAGON]
- 2016: Cutting Shapes [Spinnin' Records / HEXAGON]

- 2017: Switch [Spinnin' Records / HEXAGON]
- 2017: Children Of A Miracle (con Marnik) [Spinnin' Records / HEXAGON]
- 2017: Echoes (Future) [HEXAGON]
- 2017: Save A Little Love (Future Deluxe) [HEXAGON]
- 2017: Momentum (Future Deluxe) [HEXAGON]
- 2017: Don't Let Go (ft. Holly Winter) (Future) [HEXAGON]
- 2017: Take Her Place (ft. A R I Z O N A) (Future / FORΞVΞR DΞLUXΞ ΞDITION) [HEXAGON]
- 2017: You Can't Change Me (Future) [HEXAGON]

- 2018: People Say (ft. Paije) (Future) [HEXAGON]

| 2018: Future Album |                                                    |          |  |
| N.º                | Título                                             | Duración |  |
| 1.                 | «Believe» (ft. Ansel Elgort)                       | 3:37     |  |
| 2.                 | «Back To Us» (ft. Mike Waters)                     | 3:00     |  |
| 3.                 | «Everybody's Somebody» (ft. BullySongs)            | 3:18     |  |
| 4.                 | «Put It On For Me» (ft. Nina Nesbitt)              | 3:23     |  |
| 5.                 | «Give Me Love» (ft. Calum Scott)                   | 3:28     |  |
| 6.                 | «Higher» (ft. Betty Who)                           | 3:00     |  |
| 7.                 | «Take Her Place» (ft. A R I Z O N A)               | 3:30     |  |
| 8.                 | «Head Up» (ft. James Newman)                       | 3:11     |  |
| 9.                 | «Save A Little Love»                               | 3:23     |  |
| 10.                | «Bright Skies (The Bit U Know)» (ft. Miles Graham) | 3:37     |  |
| 11.                | «Found You» (ft. BullySongs)                       | 3:10     |  |
| 12.                | «Reflections»                                      | 4:34     |  |
| 13.                | «You Can't Change Me»                              | 3:07     |  |
| 14.                | «Momentum»                                         | 2:49     |  |
| 15.                | «Don't Let Go» (ft. Holly Winter)                  | 3:12     |  |
| 16.                | «Killer» (ft. Dave Thomas Jr.)                     | 4:07     |  |
| 17.                | «People Say» (ft. Paije)                           | 3:09     |  |
| 18.                | «Satellites»                                       | 3:30     |  |
| 19.                | «Echoes»                                           | 3:56     |  |

- 2018: Everybody's Somebody (Future) (ft. BullySongs) [HEXAGON]
- 2018: Higher (ft. Betty Who) (Future) [HEXAGON]
- 2018: Head Up (ft. James Newman) (Future) [HEXAGON]
- 2018: Give Me Love (ft. Calum Scott) (Future) [HEXAGON]
- 2018: Believe (ft. Ansel Elgort) (Future Deluxe) [HEXAGON]
- 2018: Wake Me When It's Quiet (con Hilda) [HEXAGON]
- 2018: Anthem (We Love House Music) [HEXAGON]
- 2018: Heaven to Me (ft. Alex Clare) [HEXAGON]
- 2018: Survive (ft. Emeli Sandé & Gucci Mane) (FORΞVΞR) [HEXAGON]
- 2018: I Got Love (ft. Nate Dogg) (FORΞVΞR DΞLUXΞ ΞDITION) [HEXAGON]

- 2019: You're Not Alone (ft. Kiiara) [HEXAGON]
- 2019: Fever (con CID) [HEXAGON]
- 2019: Brave (con Jessie J) (FORΞVΞR DΞLUXΞ ΞDITION) [HEXAGON]
- 2019: The Rhythm [HEXAGON]
- 2019: The Same Way (ft. KiFi) [HEXAGON]
- 2019: Never Change (FORΞVΞR DΞLUXΞ ΞDITION) [HEXAGON]
- 2019: UFO (con Eldzhey) [HEXAGON]
- 2019: Congratulations (ft. Brando) (FORΞVΞR DΞLUXΞ ΞDITION) [HEXAGON]

- 2020: We Are Love [HEXAGON]
- 2020: Bad (ft. Zak Abel) (FORΞVΞR DΞLUXΞ ΞDITION) [HEXAGON / Virgin]
- 2020: Inside My Head (Voices) [HEXAGON]
- 2020: Thousand Faces (feat. Andy Grammer) (FORΞVΞR DΞLUXΞ ΞDITION) [HEXAGON]
- 2020: Mr. Brightside [HEXAGON]
- 2020: Johnny's Online (como Camp Kubrick) [HEXAGON]
- 2020: Invincible [HEXAGON]
- 2020: Kill Me Better (con Imanbek ft. Trevor Daniel) (FORΞVΞR DΞLUXΞ ΞDITION) [HEXAGON]

- 2021: Into The Unknown (FORΞVΞR) [HEXAGON]
- 2021: Problems (con JLV ft. John K) (FORΞVΞR DΞLUXΞ ΞDITION) [HEXAGON]
- 2021: Falling For You (como Camp Kubrick) [HEXAGON]
- 2021: Eyes Closed [HEXAGON]
- 2021: Whatchu Do (como Camp Kubrick) [HEXAGON]
- 2021: Borderlines (como Camp Kubrick) [HEXAGON]
- 2021: Through The Storm (ft. Jordan Mackampa) (FORΞVΞR DΞLUXΞ ΞDITION) [HEXAGON]
- 2021: Too Much To Ask (con Ty Dolla $ign) (FORΞVΞR) [HEXAGON]
- 2021: Tears For Later (con Galantis) (FORΞVΞR) [HEXAGON]
- 2021: Hot Air Balloon (con AR/CO) (FORΞVΞR DΞLUXΞ ΞDITION) [HEXAGON]
- 2021: Cheque (FORΞVΞR) [HEXAGON]

| FORΞVΞR Álbum |                                                   |          |  |
| N.º           | Título                                            | Duración |  |
| 1.            | «FORΞVΞR» (como Camp Kubrick)                     | 03:15    |  |
| 2.            | «Stay Awake» (ft. Freak Fantastique)              | 02:41    |  |
| 3.            | «Sail Away» (ft. Au/Ra)                           | 02:58    |  |
| 4.            | «Tears For Later» (con Galantis)                  | 02:46    |  |
| 5.            | «Get Out Get Hurt» (ft. Gabrielle Aplin)          | 02:33    |  |
| 6.            | «Good Time»                                       | 02:57    |  |
| 7.            | «Make a Change» (ft. KONG.)                       | 02:57    |  |
| 8.            | «Too Much To Ask» (ft. Ty Dolla $ign)             | 03:10    |  |
| 9.            | «Survive» (ft. Emeli Sandé y Gucci Mane)          | 03:09    |  |
| 10.           | «Cheque»                                          | 02:45    |  |
| 11.           | «Hot Air Balloon» (ft. AR/CO)                     | 02:53    |  |
| 12.           | «From The Deep» (ft. Enigma)                      | 03:30    |  |
| 13.           | «Invisible»                                       | 03:07    |  |
| 14.           | «Into The Unknown»                                | 03:19    |  |
| 15.           | «Beautiful Feeling»                               | 03:13    |  |
| 16.           | «Bad» (ft. Zak Abel)                              | 02:49    |  |
| 17.           | «Problems» (con JLV ft. John K)                   | 02:59    |  |
| 18.           | «High Low»                                        | 03:12    |  |
| 19.           | «Kill Me Better» (con Imanbek ft. Trevor Daniel)  | 03:13    |  |
| 20.           | «Through the Storm» (ft. Jordan Mackampa)         | 02:13    |  |
| 21.           | «Take Her Place» (ft. A R I Z O N A)              | 03:29    |  |
| 22.           | «What We Started» (con Steve Aoki x Lush & Simon) | 03:23    |  |
| 23.           | «Congratulations» (ft. Brando)                    | 03:21    |  |
| 24.           | «Brave» (ft. Jessie J)                            | 03:04    |  |
| 25.           | «I Got Love» (ft. Nate Dogg)                      | 02:39    |  |
| 26.           | «Never Change»                                    | 02:50    |  |
| 27.           | «Thousand Faces» (ft. Andy Grammer)               | 02:58    |  |
| 28.           | «INFINITΞ FUTURΞ»                                 | 01:06    |  |
| 29.           | «RACΞ - Welcome to HΞXAGONIA»                     | 03:06    |  |
| 1 h 25 min    |                                                   |          |  |

- 2022: Face To Face (feat. WATTS) [HEXAGON]
- 2022: Gotta Let U Go (con Dominica) [HEXAGON / We Play]
- 2022: Day & Nite [HEXAGON]
- 2022: No Piensa (con PnB Rock y Boaz van de Beatz) [HEXAGON]
- 2022: All That You Need [HEXAGON]
- 2022: 2 Things [HEXAGON]
- 2022: Journey (Take Me Where You Wanna) [HEXAGON]

- 2023: Not Alone (con Azteck) [HEXAGON]
- 2023: Beyond The Fire [HEXAGON]
- 2023: Lucky Ones [HEXAGON]
- 2023: Feelings [HEXAGON]
- 2023: Deja Vu [HEXAGON]
- 2023: Golden [HEXAGON]
- 2023: Stop Loving You [HEXAGON]
- 2023: Still Cutting Shapes [Spinnin' Records / HEXAGON]
- 2023: Futute Rain (con Tony Ann) [HEXAGON]
- 2023: Set Me Free (con RetroVision) [HEXAGON]
- 2023: Let Me Love You [Spinnin' Records / HEXAGON]
- 2023: Got That (feat. Scrufizzer) [HEXAGON]
- 2023: Dangerous (con Paolo Pellegrino) [Liquid / HEXAGON]

- 2024: Only God Knows (feat. ECHoBOY) [HEXAGON]
- 2024: WTF R U!? (con Lucky Luke) [Signatune / Sony Music / HEXAGON]
- 2024: Physique (con MEARSY feat. RBZ) [Spinnin' Records / HEXAGON]
- 2024: Jiggy Woogie (con Major Lazer & Baby Lawd) [HEXAGON]
- 2024: Monster (con Felix Jaehn) [HEXAGON]
- 2024: Beast Mode (Knock You Out) [HEXAGON]
- 2024: Smalltown Boy [HEXAGON]
- 2024: Disco Marathon (con R3hab & NEEKA) [Spinnin' Records / HEXAGON]
- 2024: SexyBack [HEXAGON]
- 2024: Where Do We Come From (con Lufthaus feat. Sofiya Nzau) [Virgin]
- 2024: Young Again (feat. Sandro Cavazza) [HEXAGON]

- 2025: Keep Pushin'  (con P Money) [HEXAGON]
- 2025: Next To Me (con MK feat. Gaby Gerlis) [HEXAGON]
- 2025: The Way I Are [HEXAGON]
- 2025: Remember Me (con qobra) [HEXAGON]
- 2025: Freek Like Me [HEXAGON]
- 2025: Doing Nothin'  (feat. Nelly Furtado) [Interscope Records / Casablanca Records / HEXAGON]

### Remixes
1997:
- Fast Forward – "The Beginning"
- Thulsa Doom – "Totally Fixed" (Don Diablo's Re-Fix)
- Yahel – "Devotion"

2001:
- Vincent De Moor Presents Emerald – "Fly Away"

2002:
- Misja Helsloot vs Roland K. feat. Nicole – "A Different World"
- Svenson & Gielen – "Answer The Question"
- Mutant DJ with MC Magika – "Hardhouse Raver"
- Yahel – "Voyage"

2003:
- Savier & Blue Bourbon – "Should I"
- Sean Paul – "Get Busy"
- Laidback Luke – "We Can Not Get Enough"
- Kayestone – "Backburner"
- Dahlio Bond – "Amplified Heart"
- Misja Helsloot – "Different World"

2004:
- Dance Valley – "A Decade Of Dance"

2005:
- Voidd – "Better Girl"

2006:
- MV – "Mr. Roboto"
- 2Faced – "Rock Music"
- Coburn – "We Interrupt this Program"
- Kraak & Smaak – "Money in the Bag"

2007:
- Mason – "You Make Me Wanna Dance"
- Imaginary Friends – "Cheap Rocks"
- The Young Punx – "Your Music is Killing Me"
- Laidback Luke – "Rocking with the Best"
- Newton Faulkner – "Dream Catch Me"
- Ron Carroll – "Walking Down the Street"

2008:
- Kaseo – "Kill the Radio"
- Tami Chynn ft. Akon – "Frozen"

2009:
- Rudenko – "Everybody"
- J-Cast – "It's Just Begun Again"
- Kaz James ft. Macy Gray – "Can't Hold Back"
- Tila Tequila – "I Love U"
- Walter Meego – "Girls"
- The BPA feat. Iggy Pop – "He's Frank"
- Plump DJs – "Beat Myself Up"
- Cagedbaby – "Forced"
- Stereo MCs – "Show Your Light"
- Dragonette – "Fixin to Thrill"
- Little Man Tate – "I Am Alive"
- Scanners – "Salvation"
- Linus Loves – "Prom Night"
- One eskimO – "Givin' Up"
- Heads We Dance – "When the sirens sound"
- Plushgun – "Crush to pass the time"
- Example – "Girl Can't Dance"
- Frankmusik – "Confusion Girl"
- Master Shortie – "Dead End"
- Mika – "We Are Golden"
- Bimbo Jones – "And I Try"

2010:
- Cassius – "Youth, Speed, Trouble, Cigarettes"
- The Chemical Brothers – "Swoon"
- Gorillaz – "Superfast Jellyfish"
- Rox – "I don't believe"
- Pete Lawrie – "All that we keep"

2011:
- Larry Tee Ft. Roxy Cottontail – "Let's Make Nasty (Bounce Little Kitty)"
- Tinie Tempah feat. Wiz Khalifa – "Till I'm gone"

2012:
- Justice – "Helix"
- Karin Park – "Thousand Loaded Guns"
- Martin Solveig feat. Dragonette – "Hello" (Why Are We Whispering Remix)
- The Other Tribe – "Skirts"
- Labrinth – "Express Yourself"

2013:
- Don Diablo feat. Alex Clare & Kelis – "Give It All" (Don Diablo & CID Remix)
- Nicky Romero vs. Krewella – "Legacy" (Don Diablo Remix Ft. Sway)

2014:
- The Chainsmokers feat. SirenXX – "Kanye"
- R3hab & NERVO feat. Ayah Marar – "Ready for the Weekend"
- Krewella – "Enjoy the Ride"
- Ed Sheeran – "Don't"
- Jessie J feat. 2 Chainz – "Burnin' Up"

2015:
- Marlon Roudette – "When the Beat Drops Out" (Don Diablo Remix)
- Alex Adair – "Make Me Feel Better" (Don Diablo & CID Remix)
- Lethal Bizzle – "Fester Skank" (Don Diablo Remix)
- King Arthur feat. Michael Meaco – "Belong To The Rhythm (Don Diablo Edit)"
- Blonde feat. Alex Newell – "All Cried Out" (Don Diablo Remix)
- Madonna – "Ghosttown" (Don Diablo Remix)
- Rudimental feat. Foy Vance – "Never Let You Go (Don Diablo Remix)"
- Tiësto & KSHMR feat. Vassy – "Secrets" (Don Diablo Remix/'VIP' Remix)
- The Wombats – "Give Me A Try (Don Diablo Remix)"

2016:
- Birdy – "Keeping Your Head Up (Don Diablo Remix)"
- L'Tric ft. Miles Graham – "1994  (Don Diablo Edit)"
- Bastille -- "Good Grief (Don Diablo Remix)"
- Rihanna - "Love On The Brain (Don Diablo Remix)"
- DJ Snake - "Let Me Love You (Don Diablo Remix)"
- Don Diablo, Steve Aoki, Lush & Simon - "What We Started (feat. Bullysongs) [Don Diablo's VIP Mix]"

2017:
- The Chainsmokers & Coldplay - "Something Just Like This (Don Diablo Remix)"
- Zonderling – Tunnel Vision (Don Diablo Extended Edit)
- Don Diablo & Marnik – Children Of A Miracle (Don Diablo VIP Mix)
- Don Diablo, Arizona – Take Her Place (Don Diablo VIP Mix)

2018:
- Kygo, The Night Game - Kids in Love (Don Diablo Remix)
- Diplo, MØ – Sun In Our Eyes (Don Diablo Remix)
- Martin Garrix, Khalid – Ocean (Don Diablo Remix)
- Don Diablo – Survive (Don Diablo VIP Mix)
- Big Pineapple – Another Chance (Don Diablo Chill Mix)

2019:
- Panic! At The Disco – High Hopes (Don Diablo Remix)
- Mark Ronson & Miley Cyrus – Nothings Breaks Like a Heart (Don Diablo Remix)
- Keanu Silva – King of My Castle (Don Diablo Edit)
- Don Diablo & Kiiara – You're Not Alone (Don Diablo VIP Mix)
- Ellie Goulding - Sixteen (Don DIablo Remix)
- Don Diablo, Jessie J - Brave (Don DIablo VIP Mix)
- Zara Larsson - All The TIme (Don DIablo Remix)
- David Guetta, Martin Solveig - Thing For You (Don DIablo Remix)

2020:
- Don Diablo – Congratulations (Don Diablo VIP Mix)

- Anne Marie – Birthday (Don Diablo Remix)
- Ali Gatie – What If I Told You That I Love You (Don Diablo Remix)
- Danny Olson, JT Roach - Hide And Seek (Don Diablo Remix)
- Robin Schulz, Wes - Alane (Don DIablo Remix)
- Don Diablo, Imanbek feat. Trevor Daniel - Kill Me Better (Don DIablo VIP Mix)
- Dua Lipa feat. DaBaby - Levitating (Don DIablo Remix)

2021:
- Don Diablo, Ty Dolla $ign - Too Much To Ask (Don Diablo VIP Mix)
- Don Diablo, Freak Fantastique - Stay Awake (Don Diablo VIP Mix)

2022:
- The Chainsmokers - High (Don Diablo Remix)
- Don Diablo - Day & Nite (Don Diablo VIP Mix)
- Avicii, Sebastien Drums - My Feelings For You (Don Diablo Remix)
- Don Diablo ft. PnB Rock y Boaz van de Beatz - No piensa (Don Diablo VIP Mix)

2023:
- Night/Moves - Blacked out Rover (Don Diablo Edit)
- Egzod & Maestro Chives - Royalty (Don Diablo remix)
- Calvin Harris feat. Sam Smith - Desire (Don Diablo Remix)
- Switch Disco feat. Ella Henderson and Robert Miles - React (Don Diablo remix)
- Don Diablo & AR/CO - Hot Air Balloon (Don Diablo VIP Mix)
- Don Diablo & Azteck - Not Alone (Don Diablo VIP Mix)
- Gold88 - You Know Why (Don Diablo Edit)

## Discográfico

### Hexagon Records
- 2015: Alex Adair - Make Me Feel Better (Don Diablo & CID Remix)
- 2015: King Arthur feat. Michael Meaco – Belong To The Rhythm (Don Diablo Edit)
- 2015: The Wombats - Give Me A Try (Don Diablo Remix)
- 2015: Corderoy - Close Your Eyes (Don Diablo Edit)
- 2015: King Arthur feat. Michael Meaco - Praise You
- 2015: Madison Mars - Theme O
- 2015: Toby Green - Move
- 2016: Jonas Aden - Temple
- 2016: Khrebto - Mad Citizens
- 2016: NOMNOM - Ok
- 2016: Sagan - Boomers
- 2016: Madison Mars - Milky Away
- 2016: King Arthur - Right Now feat. TRM
- 2016: Toby Green - Everytime
- 2016: Madison Mars - Venus
- 2016: Madison Mars - Doppler
- 2016: Madison Mars - Ready Or Not
- 2016: Bali Bandits - Toink
- 2016: Sagan - Happiness
- 2016: King Arthur - Right Now feat. TRM (Sam Feldt Edit)
- 2016: Corderoy - No Bounds feat. Ghost Singer
- 2016: Raven & Krey X Steff Da Campo - Chicago
- 2016: PBH & Jack Shizzle - Call Me feat. Michelle McKenna
- 2016: Holl & Rush - Lift Me Up
- 2016: Zonderling - Be Free
- 2016: Ryan Blyth x Duane Harden - Back To You
- 2016: Madison Mars - Future Is Now
- 2016: Bali Bandits - Smack!
- 2016: La Fuente - 4000
- 2016: Paul Mayson - Let Me Go
- 2016: Paul Mayson - I'll Come Back feat. Edison Effect
- 2016: Paul Mayson - Lock It Up feat. Brave
- 2016: Paul Mayson - Run (Feat. The Hi)
- 2016: King Arthur - Last Hour
- 2016: King Arthur - Mayday (feat. Kozze)
- 2016: King Arthur - Pretty Young Money
- 2016: King Arthur - Belong To The Rhythm (Feat. Michael Mecaco) (Don Diablo Edit)
- 2016: King Arthur - Talking About Love feat. TRM
- 2016: King Arthur - Living For You (Feat. Francis)
- 2016: King Arthur - Believe In The Kingdom
- 2016: King Arthur - Praise You (Chill Mix) feat. Michael Meaco
- 2016: King Arthur - Keep This Love feat. Underdown
- 2016: King Arthur - House Is Fire feat. TRM
- 2016: King Arthur - Never Gonna Give Up feat. Katie Sky
- 2016: King Arthur - All We Need feat. Underdown
- 2016: Toby Green - High
- 2016: Vndy Vndy - I Was Here
- 2016: Going Deeper - Little Big Adventure
- 2016: Bali Bandits - Oh Baby (Croissant)
- 2016: Ryan Blyth x Duane Harden - Back To You (Don Diablo Edit)
- 2016: Dropgun x Farleon - Fever
- 2016: Jonas Aden x Brooks - Take Me Away
- 2016: Landis - Remedy
- 2016: Madison Mars - Put Em Up
- 2016: Sagan - Tell Me Why
- 2016: Bali Bandits - Kaboom
- 2016: Mike Mago - Secret Stash (Feat. Dragonette)
- 2016: Dropgun - Nobody
- 2016: Mike Mago - Secret Stash (Feat. Dragonette) [The Him Remix]
- 2017: La Fuente - Capitol
- 2017: Stadiumx - The Fall (feat. BISHØP)
- 2017: LOUD ABOUT US! - Drums
- 2017: Retrovision - Waves
- 2017: PBH & Jack Shizzle - Bring The House
- 2017: DJ Licious - I Can't Stop
- 2017: CID - Creeping
- 2017: Sumera - Faith
- 2017: Sagan- Tempus
- 2017: Tom Reason - Rather Do
- 2017: We Are Loud - Tandori Groove
- 2017: Needs No Sleep - Won't Stop
- 2017: Swanky Tunes & Going Deeper - One Million Dollars
- 2017: Retrovision x Raven & Kreyn - Nobody Else
- 2017: Dropgun - Nothing New (ft. Kaleena Zanders)
- 2017: Tom & Jame x Holl & Rush - Move On Me
- 2017: Raven & Kreyn x Matroda - Back To The Future
- 2017: Bart B More x Steff Da Campo - Jump!
- 2017: Sagan - Banzai
- 2017: Zonderling - Particle Parade
- 2017: Zonderling - Annalog
- 2017: Zonderling - Tunnel Vision (Don Diablo Edit)
- 2017: Zonderling - Landslide
- 2017: StadiumX - It's Not Right But It's Ok
- 2017: Swanky Tunes, Going Deeper - Time
- 2018: Steff Da Campo, Siks - Make Me Feel
- 2018: Gabry Venus - Bongo Gongo
- 2018: Matt Nash x Bout - You
- 2018: Lush & Simon - Feel So
- 2018: Dropgun - Dark Sky
- 2018: CID - Werk
- 2018: CID & Sizzy Rocket - Bad For Me
- 2018: CID - I Miss You
- 2018: Big Pineapple - Another Chance (Don Diablo Edit)
- 2018: Zonderling x Don Diablo - No Good
- 2018: StadiumX & Metrush - Do It Again (feat. BISHOP)
- 2018: Keanu Silva - Fine Day
- 2018: Lumberjack & Hreez - Forever
- 2018: Asketa & Natan Chaim - Give You Everything
- 2018: Mo Falk - Mammut
- 2018: LOUD ABOUT US! - Kill The Beat
- 2018: Jordan Jay & Arena - Perfect
- 2018: Carta x SMACK - Hit The Deck (feat. Kris Kiss)
- 2018: Matt Nash & FaderX - In My Head
- 2018: Bali Bandits - All On You (If I Can See)
- 2018: G-Pol - No Fear
- 2018: Holl & Rush x Raven & Kreyn - Faith (feat. Ryan Konline)
- 2018: Going Deeper & Cybermode - Trump It
- 2018: Matt Nash & Venomenal - Feel It
- 2018: Swanky Tunes - In The Club
- 2018: Big Pineapple - Another Chance (Keanu Silva Remix)
- 2018: Big Pineapple - Another Chance (Don Diablo Chill Remix)
- 2018: Steff Da Campo - Deeper Love
- 2018: DJ Licious - I'll Be Alright
- 2018: Zen/It - Rêve
- 2018: Jonas Aden - I Dip You Dip
- 2018: JLV - Something Good
- 2018: Jordan Jay - Never Know
- 2018: Retrovision - Get Up
- 2018: Retrovision - Found You
- 2018: Retrovision - Bring The Beat Back
- 2018: Dropgun - Drought (ft. Nevve)
- 2018: Steff Da Campo - September (ft. Dave Crusher)
- 2018: Zen/It - Hypnosive
- 2018: La Fuente - Shimmy Shaker
- 2018: Keanu Silva - Fine Day (BLR Remix)
- 2019: Promise Land - I N33D
- 2019: Siks x Adrien Toma - Get Funky
- 2019: Jonas Aden - Meet You
- 2019: Krosses - On Your Own
- 2019: High 'N' Rich - No Limits
- 2019: Keanu Silva - King Of My Castle (Don Diablo Edit)
- 2019: PBH & Jack Shizzle - I Wanna Know You
- 2019: Raven & Kreyn - Bad Boy
- 2019: Sagan - Robo
- 2019: Jaded & Black Caviar x Antony & Cleopatra - Slippin'
- 2019: JLV - Want Love
- 2019: Dropgun x Sebastian Wibe - I'm On My Way
- 2019: Matt Nash - Belong
- 2019: RetroVision - House Beat
- 2019: King Arthur x Big Pineapple - Friends
- 2019: Lady Bee feat. Miles Hi - Prove You Wrong
- 2019: Don Diablo x CID - Fever
- 2019: Asketa & Natan Chaim x Mo Falk - Little Love
- 2019: Asketa & Natan Chaim - Real Love (feat. Kyle Reynolds)
- 2019: Asketa & Natan Chaim - Bring The Funk Back
- 2019: Zent/It - Wave
- 2019: La Fuente - So Fat
- 2019: JLV - Cyber Heart
- 2019: Charles B & VCTRY - Funky Sound
- 2019: Oliver Wade - Twisted
- 2019: PBH & Jack Shizzle - Future Sound
- 2019: Don Diablo feat. Jessie J - Brave
- 2020: Jordan Jay & Mo Falk - Back in Time
- 2020: Don diablo feat . Andy Gamer - Thousand Faces
- 2020: Don diablo - Mr.Brightside

## Premiaciones y nominaciones

### Nominaciones
TMF Awards 2007
- Mejor video musical - "Pain is Temporary, Pride is Forever"[2]

TMF Awards 2011
- Mejor video musical - "Don Diablo con Dragonette - Animale"

3FM Awards 2011
- Mejor Artista Dance | nominado junto a Tiesto, Armin van Buuren y Sander Kleinenberg"

3FM Awards 2012
- Mejor Artista Dance | nominado junto a Tiesto, Armin van Buuren y Afrojack"

### Ganador
Esquire Best Dressed Man Awards 2007
- Personaje Holandés Mejor Vestido del Año[3]

GKA Awards 2007
- DJ holandés más popular[4]

## Ranking Djmag
| DJ         | 2014 | 2015 | 2016 | 2017 | 2018 | 2019 | 2020 | 2021 | 2022 | 2023 |
| ---------- | ---- | ---- | ---- | ---- | ---- | ---- | ---- | ---- | ---- | ---- |
| Don Diablo | 82°  | 30°  | 15°  | 11°  | 7°   | 6°   | 6°   | 7°   | 9°   | 13°  |

## Ranking 101 Djs 1001 Tracklist
| DJ         | 2016 | 2017 | 2018 | 2019 | 2020 | 2021 | 2022 | 2023 |
| ---------- | ---- | ---- | ---- | ---- | ---- | ---- | ---- | ---- |
| Don Diablo | 7°   | 2°   | 1°   | 5°   | 8.º  | 38.º | 44.º | 59.º |